# Колосово (Кормянский район)
Колосово (бел. Коласаў) — деревня в Боровобудском сельсовете Кормянского района Гомельской области Беларуси.

## География

### Расположение
В 13 км на юго-запад от Кормы, в 66 км от железнодорожной станции Рогачёв (на линии Могилёв — Жлобин), в 97 км от Гомеля.

### Гидрография
На реке Горна (приток реки Сож).

## Транспортная сеть
Автодорога Корма — Боровая Буда. Планировка состоит из 2 прямолинейных улиц, ориентированных с юго-востока на северо-запад и застроенных двусторонне, неплотно деревянными крестьянскими усадьбами.

## История
Согласно письменным источникам известна с XIX века как деревня в Рогачёвском уезде Могилёвской губернии. Согласно ревизии 1858 года владение помещика Турчанинова, который в 1857 году купил её у помещика Малиновского. В 1930 году организован колхоз «Красный колос», работала шерсточесальня. В 1962 году к деревне присоединён посёлок Розовый. В составе совхоза имени. В. И. Чапаева (центр — деревня Боровая Буда).
Ранее населённый пункт находился в составе Струкачёвского сельсовета.

## Население

### Численность
- 2004 год — 31 хозяйство, 57 жителей.

### Динамика
- 1858 год — 20 дворов, 114 жителей.
- 1959 год — 101 житель (согласно переписи).
- 2004 год — 31 хозяйство, 57 жителей.